# Mirosternus vestitus
Mirosternus vestitus là một loài bọ cánh cứng thuộc họ Ptinidae.